# Eggiwil
Eggiwil är en ort och kommun i distriktet Emmental i kantonen Bern, Schweiz. Kommunen har 2 434 invånare (2023).